# Europees kampioenschap hockey mannen 1978
Het Europees kampioenschap hockey (1978) voor mannen had plaats van zaterdag 2 september tot en met zondag 10 september 1978 in Hannover in het toenmalige West-Duitsland. Het was de derde editie van dit internationale sportevenement, dat onder auspiciën stond van de Europese hockeyfederatie (EHF). Spanje was titelverdediger.

## Groepsfase

### Groep A
| Team           | G | W | GL | V | P | DV | DT |
| -------------- | - | - | -- | - | - | -- | -- |
| West-Duitsland | 5 | 4 | 1  | 0 | 9 | 21 | 2  |
| Engeland       | 5 | 4 | 1  | 0 | 9 | 17 | 2  |
| Polen          | 5 | 1 | 2  | 2 | 4 | 8  | 6  |
| Frankrijk      | 5 | 2 | 0  | 3 | 4 | 7  | 17 |
| Schotland      | 5 | 1 | 1  | 3 | 3 | 5  | 10 |
| Gibraltar      | 5 | 0 | 1  | 4 | 1 | 3  | 24 |

| Schotland      | Gibraltar | 2 - 0  |
| West-Duitsland | Engeland  | 1 - 1  |
| Polen          | Frankrijk | 5 - 0  |
| West-Duitsland | Schotland | 3 - 0  |
| Engeland       | Polen     | 2 - 0  |
| Frankrijk      | Gibraltar | 3 - 1  |
| Engeland       | Schotland | 2 - 0  |
| Polen          | Gibraltar | 1 - 1  |
| West-Duitsland | Frankrijk | 5 - 0  |
| Engeland       | Frankrijk | 4 - 0  |
| Polen          | Schotland | 1 - 1  |
| West-Duitsland | Gibraltar | 10 - 0 |
| Frankrijk      | Schotland | 4 - 2  |
| Engeland       | Gibraltar | 8 - 1  |
| West-Duitsland | Polen     | 2 - 1  |

### Groep B
| Team              | G | W | GL | V | P | DV | DT |
| ----------------- | - | - | -- | - | - | -- | -- |
| Nederland         | 5 | 4 | 1  | 0 | 9 | 19 | 8  |
| Spanje            | 5 | 3 | 1  | 1 | 7 | 10 | 8  |
| Wales             | 5 | 2 | 2  | 1 | 6 | 8  | 9  |
| Ierland           | 5 | 2 | 0  | 3 | 4 | 7  | 10 |
| Sovjet-Unie       | 5 | 1 | 1  | 3 | 3 | 9  | 11 |
| Tsjecho-Slowakije | 5 | 0 | 1  | 4 | 1 | 6  | 13 |

| Sovjet-Unie | Tsjecho-Slowakije | 3 - 0 |
| Nederland   | Ierland           | 3 - 0 |
| Spanje      | Wales             | 3 - 0 |
| Wales       | Tsjecho-Slowakije | 1 - 0 |
| Ierland     | Sovjet-Unie       | 3 - 2 |
| Nederland   | Spanje            | 6 - 3 |
| Ierland     | Tsjecho-Slowakije | 3 - 2 |
| Nederland   | Wales             | 2 - 2 |
| Spanje      | Sovjet-Unie       | 1 - 0 |
| Nederland   | Sovjet-Unie       | 4 - 1 |
| Spanje      | Tsjecho-Slowakije | 2 - 2 |
| Ierland     | Wales             | 1 - 2 |
| Spanje      | Ierland           | 1 - 0 |
| Wales       | Sovjet-Unie       | 3 - 3 |
| Nederland   | Tsjecho-Slowakije | 4 - 2 |

## Uitslagen eindfase

### Tussenronde voor plaats 9 t/m 12
| Schotland   | Tsjecho-Slowakije | 1 - 2 |
| Sovjet-Unie | Gibraltar         | 1 - 0 |

### Tussenronde voor plaats 5 t/m 8
| Wales | Frankrijk | 3 - 2                 |
| Polen | Ierland   | 2 - 1 (na verlenging) |

### Halve finale
| West-Duitsland | Spanje   | 3 - 2 |
| Nederland      | Engeland | 5 - 0 |

### Finales
| Om plaats 11   | Om plaats 11      | Om plaats 11 |
| -------------- | ----------------- | ------------ |
| Schotland      | Gibraltar         | 2 - 1        |
| Om plaats 9    |                   |              |
| Sovjet-Unie    | Tsjecho-Slowakije | 2 - 1        |
| Om plaats 7    |                   |              |
| Frankrijk      | Ierland           | 3 - 1        |
| Om plaats 5    |                   |              |
| Polen          | Wales             | 4 - 1        |
| Om plaats 3    |                   |              |
| Engeland       | Spanje            | 2 - 0        |
| Finale         |                   |              |
| West-Duitsland | Nederland         | 3 - 2        |

| Europees kampioen 1978      |
| --------------------------- |
|                             |
| West-Duitsland Tweede titel |

## Eindrangschikking
| rang   | land              |
| ------ | ----------------- |
| Goud   | West-Duitsland    |
| Zilver | Nederland         |
| Brons  | Engeland          |
| 4      | Spanje            |
| 5      | Polen             |
| 6      | Wales             |
| 7      | Frankrijk         |
| 8      | Ierland           |
| 9      | Sovjet-Unie       |
| 10     | Tsjecho-Slowakije |
| 11     | Schotland         |
| 12     | Gibraltar         |

1970 · 1974 · 1978 · 1983 · 1987 · 1991 · 1995 · 1999 · 2003 · 2005 · 2007 · 2009 · 2011 · 2013 · 2015 · 2017 · 2019 · 2021 · 2023